# لابی اسرائیل در آمریکا
لابی اسرائیل در ایالات متحده به دو صورت رسمی و غیر رسمی وجود دارد:
لابی رسمی، سازمان‌ها و گروه‌های سازمان‌یافتهٔ یهودی و صهیونیستی هستند که در تصمیم‌گیری‌های مجلس قانون‌گذاری آمریکا و دستگاه حاکمهٔ آمریکا، به طور مستقیم، اعمال فشار می‌کنند.
مهم‌ترین آن‌ها، کمیته روابط عمومی آمریکایی اسرائیلی (آیپاک) و کنگره جهانی یهودیان است.
لابی غیر رسمی به صورت مشارکت گستردهٔ یهودیان در انتخابات و حضور یهودیان در پست‌های حساس آمریکا شکل می‌گیرد.
همتای فرانسوی آیپاک، اتحادیه کارفرمایان و پیشه‌وران یهودی فرانسه (UPJF) نام دارد که به داشتن مواضع افراطی مشهور است. این اتحادیه با نفوذ خود بر سیاست فرانسه می‌کوشد منافع اسرائیل را در آن کشور و روابط خارجی آن کشور حفاظت کند.
این اتحادیه از «کنگره یهودی آمریکا» (AJC) کمک‌های مادی دریافت می‌کند.